# Animeonly.tv
AnimeOnly.TV var en dansk internetbaseret "TV-kanal", som specialiserede sig i anime.
Kanalen blev først annonceret i slutningen af april 2005,[kilde mangler] men der gik næsten et år før de havde den første serie, Zaion: I Wish You Were Here, klar. Selvom kanalen skulle være reklamesponseret, var der ikke fundet nogen annoncører før Zaion blev gjort tilgængelig, hvilket betød at den er blevet vist reklamefrit.
AnimeOnly.TV var fra starten udsat for kritik. I starten gik den mest på at konceptet ikke ville fungere i praksis, selvom dette dog  til dels blev gjort til skamme. Da Zaion først gik i luften var der en del tekniske problemer der udløste kritik, men de blev rettet hurtigt.
Siden sidste afsnit Zaion blev frigivet er der ikke blevet annonceret nye film/serier. De officielle meldinger gik på at AnimeOnly.TV var i forhandlinger om at anskaffe flere serier samt annoncører. Bagmand Henrik Larsen har senere udtalt, at Joost var den primære årsag til tabet af sendekontrakter, da japanske Anime-distributørerer foretrak at arbejde med Joost, der havde en finansiel opbakning AnimeOnly.tv på ingen måde kunne hamle op med.
Til J-Popcon 2005 blev der opfordret til at folk begyndte at skabe foreninger rundt omkring i landet, for at styrke anime-miljøet. Mange gik videre med ideen i deres tanker, men der skete først noget  da AnimeOnly.TV i 2006 i et nyhedsbrev opfordrede folk til at starte foreninger og klubber rundt omkring i landet. Henrik som var leder af Animeonly stod i front for bestræbelserne. Der opfordrede AnimeOnly disse folk til at anvende AnimeOnly's forum til at danne basis for disse organisationer. Mange startede sidenhen uafhængige foreninger og klubber via AnimeOnly's forum. Disse uafhængige organisationer har på ret kort tid fået oprettet deres egne websideer med private fora, med regler til disse der passer organisationerne bedst.
Den 4. februar 2007 annoncerede AnimeOnly.TV gennem sit nyhedsbrev at kontrakten for deres eneste serie, Zaion, udløb ved månedens udgang og at forummet også ville blive lukket ned. Dette blev gennemført, og AnimeOnly.TV eksisterer ikke længere. 